# Yutte Stensgaard
Yutte Stensgaard  est une actrice danoise née le 14 mai 1946

## Filmographie partielle
- 1968 : La Fille au pistolet (La ragazza con la pistola) de Mario Monicelli
- 1969 : Zeta One de Michael Cort
- 1969 : Dieu pardonne, elles jamais ! (Some Girls Do) de Ralph Thomas
- 1969 : Mardi, c’est donc la Belgique (If It’s Tuesday, This Must Be Belgium) de Mel Stuart
- 1970 : Lâchez les monstres (Scream and Scream Again) de Gordon Hessler
- 1970 : Par un lien de boutons d'or (The Buttercup Chain) de Robert Ellis Miller
- 1971 : La Soif du vampire (Lust for a Vampire) de Jimmy Sangster
- 1971 : Les Voleurs de cadavres (Burke & Hare) de Vernon Sewell
- 1972 : Amicalement vôtre (The Persuaders) : Le Lendemain matin (The Morning After), de Leslie Norman (Série TV) : Bibi